# Saily Viart
Saily Viart Despaigne (* 10. September 1995 in Ciego de Ávila) ist eine ehemalige kubanische Leichtathletin, die sich auf das Kugelstoßen spezialisiert hat.

## Sportliche Laufbahn
Erste Erfahrungen bei internationalen Meisterschaften sammelte Saily Viart im Jahr 2014, als sie bei den Juniorenweltmeisterschaften in Eugene mit einer Weite von 15,62 m den neunten Platz im Kugelstoßen belegte. Anschließend belegte sie beim Panamerikanischen Sportfestival in Mexiko-Stadt mit 16,13 m den siebten Platz, ehe sie bei den Zentralamerika- und Karibikspielen in Xalapa mit 17,21 m auf Rang vier gelangte. Im Jahr darauf wurde sie bei den Panamerikanischen Spielen in Toronto mit 17,50 m Siebte und 2016 gewann sie bei den U23-NACAC-Meisterschaften in San Salvador mit 17,42 m die Silbermedaille hinter der US-Amerikanerin Raven Saunders. Anschließend schied sie bei den Olympischen Sommerspielen in Rio de Janeiro mit 16,99 m in der Qualifikationsrunde aus. In den folgenden Jahren bestritt sie nur vereinzelte Wettkämpfe, ehe sie 2019 ihre aktive sportliche Karriere im Alter von 24 Jahren beendete.
2015 wurde Viart kubanische Meisterin im Kugelstoßen.